# Mariya Zdorovtsova
Mariya Zdorovtsova (24 de julio de 2007) es una deportista ucraniana que compite en natación sincronizada. Ganó una medalla de plata en el Campeonato Europeo de Natación Artística de 2025, en la prueba rutina acrobática.

## Palmarés internacional
| Campeonato Europeo | Campeonato Europeo | Campeonato Europeo | Campeonato Europeo |
| Año                | Lugar              | Medalla            | Prueba             |
| ------------------ | ------------------ | ------------------ | ------------------ |
| 2025               | Funchal (Portugal) | Medalla de plata   | Rutina acrobática  |